# Stettfurt
Stettfurt is een gemeente en plaats in het Zwitserse kanton Thurgau, en maakt deel uit van het district Frauenfeld.
Stettfurt telt 1062 inwoners.